# Агер, Мария
Мария Агер (нем. Maria Ager; годы жизни неизвестны) — австрийская шахматистка, призёр чемпионата Австрии по шахматам среди женщин (1966, 1968).

## Шахматная карьера
В 1960-е годы Мария Агер была одной из ведущих австрийских шахматисток. На чемпионате Австрии по шахматам среди женщин она выиграла две медали: серебро (1966) и бронзу (1968).
Мария Агер выступала за Австрию на двух шахматных олимпиадах среди женщин (1966 и 1969), оба раза играла на 2-й доске.